# جهاد أباد (صالح أباد)
جهاد أباد (بالفارسية: جهادآباد) هي قرية تقع في إيران في Salehabad Rural District. يقدر عدد سكانها بـ 10 نسمة بحسب إحصاء 2016.